# Mydaea setitibia
Mydaea setitibia este o specie de muște din genul Mydaea, familia Muscidae. A fost descrisă pentru prima dată de Huckett în anul 1965. Conform Catalogue of Life specia Mydaea setitibia nu are subspecii cunoscute.